# The Ambassadors of Death
A The Ambassadors of Death a Doctor Who sorozat ötvenharmadik része, amit 1970. március 21-e és május 2-a között vetítettek hét epizódban.

## Történet
Elhallgatott a Marsról a Földre visszatérő űrhajó, sőt az érte küldött űrhajóval is megszakadt egy időre a kapcsolat. A visszatért űrkapszulát elrabolják. Az űrhajósokat egy titkos helyre viszik, ahol a rendkívül erős radioaktív környezetben érzik jól magukat. Kik vagy mik rejtőznek az űrhajósruhában.

## Epizódok listája
| Epizódok sorszáma | Bemutató napja    | Hossza | Nézők száma (millió) | Formátum                   |
| ----------------- | ----------------- | ------ | -------------------- | -------------------------- |
| 1                 | 1970. március 21. | 24:33  | 7,1                  | Pal 2-s videókazetta       |
| 2                 | 1970. március 28. | 24:39  | 7,6                  | Fekete-fehér               |
| 3                 | 1970. április 4.  | 24:28  | 8                    | Fekete-fehér               |
| 4                 | 1970. április 11. | 24:37  | 9,3                  | Fekete-fehér               |
| 5                 | 1970. április 18. | 24:17  | 7,1                  | PAL D3-s színvisszaállítás |
| 6                 | 1970. április 25. | 24:31  | 6,9                  | Fekete-fehér               |
| 7                 | 1970. május 2.    | 24:32  | 6,4                  | Fekete-fehér               |

## Könyvkiadás
A könyvváltozatát 1987. május 21-én adta ki a Target könyvkiadó.

## Otthoni kiadás
- VHS-en 2002 májusában adták ki.
- DVD-n 2012. október 1-jén adták ki.

### Fordítás
- Ez a szócikk részben vagy egészben  a   The Ambassadors of Death című angol Wikipédia-szócikk fordításán alapul.  Az eredeti cikk szerkesztőit annak laptörténete sorolja fel. Ez a jelzés csupán a megfogalmazás eredetét és a szerzői jogokat jelzi, nem szolgál a cikkben szereplő információk forrásmegjelöléseként.